# Atactosturmia politana
Atactosturmia politana är en tvåvingeart som först beskrevs av Townsend 1911.  Atactosturmia politana ingår i släktet Atactosturmia och familjen parasitflugor.
Artens utbredningsområde är Peru. Inga underarter finns listade.